# Witzelsmühle
Witzelsmühle ist ein Ortsteil der Gemeinde Treffelstein im Oberpfälzer Landkreis Cham (Bayern).

## Geographische Lage
Das Dorf Witzelsmühle liegt am Südufer des Silbersees an der Bayerischen Schwarzach. Etwa vier Kilometer südöstlich von Witzelsmühle vereinigt sich die Bayerische Schwarzach mit der Böhmischen Schwarzach zur Schwarzach.

## Geschichte
In einer Meldung der Landesdirektion wird Witzelsmühle am 2. Mai 1806 als zur Filiale Biberbach gehörig mit 65 Einwohnern aufgeführt. Am 22. Juli 1814 wird Witzelsmühle der Pfarrei Ast zugeordnet.
Im Diözesanmatrikel wird Witzelsmühle 1837 mit 10 Häusern und 79 Einwohnern erwähnt.
Es kommt am 1. Oktober 1840 vom Landgerichtsbezirk Neunburg vorm Wald zum königlichen Landgericht Waldmünchen.
Zum Stichtag 23. März 1913 (Osterfest) wurde Witzelsmühle als Teil der Pfarrei Ast mit 11 Häusern und 66 Einwohnern aufgeführt.
1948 kam Witzelsmühle mit 11 Häusern und 66 Einwohnern von der Gemeinde Treffelstein in die Gemeinde Biberbach.
Im Zuge der Vereinfachung der Verwaltung wurden 1968 Treffelstein und Biberbach und damit auch Witzelsmühle in die standesamtliche Gemeinde Waldmünchen eingegliedert.
Am 31. Dezember 1990 hatte Witzelsmühle 47 Einwohner und gehörte zur Expositur Biberbach.
Heute (2013) gehört Witzelsmühle zur Gemeinde Treffelstein, das mit Tiefenbach zusammen eine Verwaltungsgemeinschaft bildet, die zum Landkreis Cham gehört.

## Kultur und Sehenswürdigkeiten
Nördlich von Witzelsmühle befindet sich der Silbersee mit Badestellen und einem ausgebauten Rundwanderweg.